# Immanuel Kroeker
Immanuel Kroeker (* 24. Januar 1913 in Wernigerode; † 2001 in Gräfelfing) war ein deutscher Architekt und Hochschullehrer.

## Leben und Wirken
Er war das zehnte Kind des Missionsdirektors Jakob Kroeker. Nach einem Maurer- und Schreinerpraktikum studierte Immanuel Kroeker von 1933 bis 1939 Architektur an der Technischen Hochschule Stuttgart, unter anderem bei Hugo Keuerleber. 1936 bis 1937 arbeitete er im Architekturbüro von Roderich Fick in Herrsching am Ammersee, 1939 bei Paul Bonatz in Stuttgart. In der Nachkriegszeit wurde Kroeker vor allem durch seine theoretischen wie praktischen Beiträge zum Schulbau bekannt. Er war 1950 bis 1951 Leiter des Instituts für modernen Schulbau in München. Danach arbeitete er in seinem eigenen Büro in München, ab 1961 zusammen mit Sixt Schall. 1961 bis 1978 war Kroeker Professor für Baukonstruktion und Entwerfen an der Technischen Hochschule Karlsruhe.
Sein Nachlass befindet sich im Architekturmuseum der Technischen Universität München, auch im Südwestdeutschen Archiv für Architektur und Ingenieurbau gibt es einen kleinen Bestand zu Kroeker.

## Werk (Auswahl)
- 1950: Eingangsbereich der Gartenschau Stuttgart
- 1951: Großklinikum München (Entwurf)
- 1952: Kreiskrankenhaus Tettnang (Entwurf)
- 1952–1956: Volksschule Starnberg
- 1952–1959: Oberrealschule Erding
- 1953: Volksschule München
- 1953: Kiosk am Campingplatz Murnau
- 1953–1954: Realgymnasium Icking
- 1954: Beamtensiedlungen in Deggendorf, Straubing und Passau
- 1954: Amerikanische Schule (US Primary School) im Perlacher Forst
- 1955: Wohnblock Hiltenspergerstraße München
- 1955–1956: Grundschule Stockdorf
- 1955–1956: Steinbeis-Schule in Stuttgart
- 1957: Doppelturnhalle in München-Pasing
- 1957–1959/1962: Realgymnasium Starnberg
- 1958: Wohnhaus in Schlaitdorf
- 1958/1975: Volksschule Icking
- 1961: Volksschule und Lehrerwohnhäuser Straßlach
- 1962: Mittelschule und Berufsschule Stuttgart
- 1967: Neue Pinakothek München (Entwurf)
- 1968: Mehrfamilienhaus in Ottobrunn
- 1973: Heim und Schule für behinderte Kinder in Dachau
- 1974: Palais des Bundespräsidenten in Bonn (Entwurf)
- 1978: Chemieschule München
- 1978–1980: Stadtsparkasse Emmendingen
- Schule in Wolfratshausen

## Schriften
- mit Erika Brödner: Moderne Schulen. Rinn, München 1951.
- mit Erika Brödner: Schulbauten. Volksschulen, Gewerbeschulen, Oberschulen, Universitäten. Rinn, München 1954.